# 圣马丁达里
圣马丹达里（法語：Saint-Martin-d'Ary，法語發音：[sɛ̃ maʁtɛ̃ daʁi]）是法国滨海夏朗德省的一个市镇，位于该省东南部，属于容扎克区。

## 地理
圣马丹达里（45°13'21"N, 0°12'3"W）面积8.61 平方千米，位于法国新阿基坦大区滨海夏朗德省，该省份为法国西部滨海省份，北起旺代省，西临大西洋，南至吉倫特省，东南接多爾多涅省，东北接德塞夫勒省接壤，东临夏朗德省。
与圣马丹达里接壤的市镇（或旧市镇、城区）包括：克莱拉克、蒙吉永、讷维克、奥里尼奥勒。
圣马丹达里的时区为UTC+01:00、UTC+02:00（夏令时）。

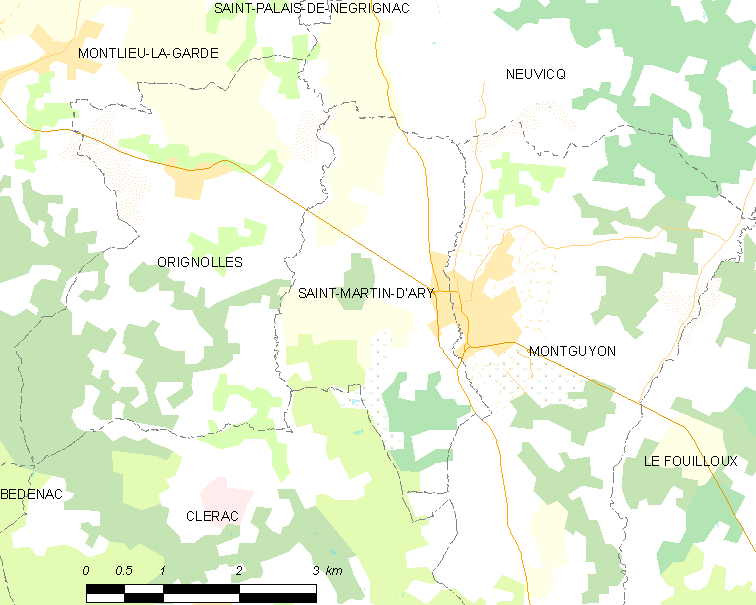
圣马丹达里的OSM定位图

## 行政
圣马丹达里的邮政编码为17270，INSEE市镇编码为17365。

## 政治
圣马丹达里所属的省级选区为三山县。

## 人口

1962-2008年间圣马丹达里人口变化图示

圣马丹达里于2022年1月1日时的人口数量为471人。